# 저나트륨혈증
저나트륨혈증(低 - 血症, 영어: hyponatremia, hyponatraemia, sodium deficiency, 문화어: 저나트리움혈증)은 혈액속에 나트륨 이온 수준이 낮은 것을 일컫는다.

## 증상
저나트륨혈증의 증상은 구역질, 구토, 두통, 단기 기억 상실증, 혼란, 무기력증, 피로, 식욕 부진, 과민성, 근력 저하, 경련, 발작, 혼수상태를 포함한다. 증상의 심각도는 혈중 염의 농도와 관련되어 있는데, 플라스마 나트륨 농도가 낮을수록 더 많은 증상이 나타난다. 그러나 낮은 수준의 저나트륨혈증(플라스마 나트륨 농도가 131–135 mmol/L)의 경우 현재 인지되지 않는 증후군들인 수많은 합병증과 관련된다. (예를 들어, 기능 장애의 증가, 자세 및 보행거리의 변화, 집중력 약화)
신경학적 증상들은 플라스마 나트륨(보통 115 mmol/L 미만)의 수준으로 매우 낮으면 발생한다. 혈중 나트륨 농도가 매우 낮게 되면 수분이 뇌세포로 들어가 종창을 일으킬 수 있다. 두개내압이 증가되어 저나트륨혈증성 뇌증(hyponatremic encephalopathy)이 발생한다. 두개골에 압력이 증가하면 뇌탈출이 발생할 수 있다. 이 경우 두통, 구역질, 구토, 혼란, 발작, 뇌줄기 압착, 호흡 정지, 비심장성 폐부종으로 이어질 수 있다. 즉시 치료하지 않으면 치명적인 것이 보통이다.
증상의 정도는 혈중 염도 저하가 얼마나 빠른지, 또 얼마나 극심한지에 따라 달라진다. 수일에서 수주에 이르는 점진적인 저하의 경우 신경 순응으로 인해 매우 심한 정도로까지 떨어지더라도 잘 감내할 수 있다. 발작이나 비신경성 대사이상과 같은, 기반이 되는 신경 질환들은 신경적 증상의 심각도에 영향을 미친다.

## 병인
저나트륨혈증의 병인은 일반적으로 고혈량, 정상혈량, 저혈량으로 나눈다. 저나트륨혈증의 병인으로 식사 내에 나트륨이 너무 낮은 일 그 자체만을 정하는 경우가 있으나 이러한 일은 드문 편이다.

### 고혈량 저나트륨혈증
나트륨 및 수분량 둘 다 상승한다. 나트륨의 증가는 과혈량증(hypervolemia)으로, 수분량의 증가는 저나트륨혈증으로 이어진다. 신체 전반의 수분과 나트륨은 독립적으로 관리된다.
- 간경변
- 충혈성 심부전
- 신증후군
- 부종

### 정상혈량 저나트륨혈증
체내에 부종이 아닌 양적 팽창이 있지만 저나트륨혈증이 발생한다.
- 심각한 통증이나 구역질
- 정신적 외상 또는 뇌에 미치는 기타 위해
- 항이뇨호르몬부적절분비증후군(SIADH)
- 갑상선기능저하증
- 당질 코르티코이드 (스테로이드) 결핍

### 저혈량 저나트륨혈증
과혈량증은 체내 총 나트륨 손실에 기인한다. 저나트륨혈증은 체내의 전체 수분의 손실이 상대적으로 더 적을 때 발생한다.
- 혈량저하증의 원인 (장기간의 구토, 경구 섭취의 감소, 심각한 설사)
- 이뇨제의 이용
- 애디슨병, 선천성 부신 증식증 - 부신은 충분한 스테로이드 호르몬을 생산하지 못한다 (당질코르티코이드와 무기질코르티코이드 부족의 결합)

장기간의 운동이 병인이 될 수 있으며 이는 운동 관련 저나트륨혈증(EAH)이라 부른다. 마라톤 선수들과 기타 지구력 행사 참가자들에게 공통으로 발견된다. MDMA를 사용하면 저나트륨혈증이 발생할 수 있다. 전해질 없이 물로 대체되거나 발한으로 인한 유체 손실로 발생할 가능성이 있다.

## 진단
저나트륨혈증의 기반이 되는 병인을 진단하고 결정하려면 병력청취, 신체적 시험 및 임상 검사가 필요하다. 혈액 검사에서 135 mmol/L 미만의 혈청 나트륨이 발견되면 저나트륨혈증으로 진단을 내린다. 환자가 저혈량성인지, 정상형랼성인지, 고혈량성인지의 결정을 돕기 위해 역사적, 신체적 시험이 필요하며, 이는 기반이 되는 병인을 찾는데 중요한 역할을 한다. 환자가 저나트륨혈증을 통해 증상을 경험하는지를 확인하기 위해 일종의 평가 또한 이루어진다. 여기에는 조심성, 집중력, 방향 결정을 포함한다.

### 거짓 저나트륨혈증
거짓 저나트륨혈증(false, spurious, pseudo, artifactual hyponatremia) 또는 고장성 저나트륨혈증(hypertonic hyponatremia)은 임상시험 시 낮은 나트륨 수준을 나타내지만 저장성이 없는 현상을 말한다. 고장성 저나트륨혈증에서 글루코스(당뇨병)나 만니톨(고장성 수액) 등 분자에 의한 수분의 재흡수가 발생한다. 등장성 저나트륨혈증(isotonic hyponatremia)에서는 고중성지질혈증(가장 흔한 형태)이나 파라단백질로 인한 측정 오류가 발생한다. 이는 특정한 양의 혈청/플라스마의 나트륨 양이나 분석 전 샘플을 희석하여 측정하는 기법을 사용할 때 발생한다.

### 진성 저나트륨혈증
진성 저나트륨혈증(true hyponatremia) 또는 저장성 나트륨혈증(hypotonic hyponatremia)은 가장 흔한 형태이다. 저장성 나트륨혈증은 체내 혈액량의 상태에 따라 3가지로 나뉜다.
- 고혈량성 저나트륨혈증
- 정상혈량성 저나트륨혈증
- 저혈량성 저나트륨혈증

### 급성과 만성 여부
만성 저나트륨혈증은 나트륨 농도가 수일, 수주 동안 점진적으로 떨어지면서 증상과 합병증이 일반적으로 중등 정도인 경우이다. 만성 저나트륨혈증은 종종 무증상 저나트륨혈증으로도 불리는데, 그 이유는 증상이 없다고 간주되기 때문이다. 그러나 무증상 저나트륨혈증은 실제로 무증상이 아니라는 데이터도 존재한다.
급성 저나트륨혈증은 나트륨 농도가 급격히 떨어지는 현상으로, 급속한 뇌부종과 같은 잠재적으로 위험한 결과를 초래하며, 혼수상태나 사망으로 이어질 수 있다.

## 치료
저나트륨혈증의 치료는 그 기반이 되는 병인 및 인체의 혈량 상태가 높은지, 정상인지, 낮은지에 따라 달라진다.

### 약물
고혈량이나 정상혈량 저나트륨혈증 환자에게는 코니밥탄과 같은 바소프레신 수용체 길항제가 유체 제한 보다 더 효과적이라는 잠정적인 증거가 있다. 저혈량 환자에게는 사용하지 않는 것이 좋다.

## 같이 보기
- 고나트륨혈증
- 대사 증후군(메터볼릭 신드롬)
- 저체온증
- 링거액